# (500175) 2012 FM44
(500175) 2012 FM44 es un asteroide perteneciente al cinturón de asteroides, descubierto el 12 de septiembre de 2009 por el equipo del Spacewatch desde el Observatorio Nacional de Kitt Peak, Arizona, Estados Unidos.

## Designación y nombre
Designado provisionalmente como 2012 FM44.

## Características orbitales
2012 FM44 está situado a una distancia media del Sol de 2,417 ua, pudiendo alejarse hasta 2,795 ua y acercarse hasta 2,039 ua. Su excentricidad es 0,156 y la inclinación orbital 7,633 grados. Emplea 1373,28 días en completar una órbita alrededor del Sol.

## Características físicas
La magnitud absoluta de 2012 FM44 es 17,1.